# Elezioni parlamentari a Cuba del 1910
Le elezioni parlamentari a Cuba del 1910 si tennero il 1º novembre per eleggere la metà dei parlamentari della Camera dei rappresentanti. Le elezioni furono vinte dal Partito Liberale Autonomista, che ottenne 23 seggi su 41. L'affluenza fu del 68,7%.

## Risultati
| Liste                          | Voti | %     | Seggi |
| ------------------------------ | ---- | ----- | ----- |
| Partito Liberale Autonomista   |      | 56,10 | 23    |
| Partito Conservatore Nazionale |      | 43,90 | 18    |
| Totale                         |      | 100   | 41    |